# Band (Mureș)
Band (Hongaars: Mezőbánd) is de naam van een gemeente, als wel het belangrijkste dorp in die gemeente, in Roemenië in het district Mureș. Om het relatief ontwikkelde centrum van het dorp ligt een kring van sloppenhuisjes die worden bewoond door veelal Roma's. Het dorp werd in 1332 gesticht.
De gemeente Band bestaat uit 11 dorpen: 
- Band / Mezőbánd
- Drăculea Bandului / Drekulyatelep
- Fânațe / Fekete
- Iştan-Tău / Istentó
- Mărășești / Marosesd
- Negrenii de Câmpie / Feketelak
- Oroiu / Székelyuraly
- Petea / Mezőpete
- Țiptelnic / Száltelek
- Valea Mare / Nagyvölgy
- Valea Rece / Hidegvölgy

Tot 2004 behoorde ook het dorp Mădăraș (Mureș) tot de gemeente, het werd in dat jaar een onafhankelijke gemeente.
In de gemeente woonden in 1992 7.587 mensen, in 2002 waren dat er 7.726, waaronder 2.868 Roemenen, 3.509 Hongaren (45%) en 1.349 zigeuners. De Hongaren wonen met name in de hoofdkern (47% van de bevolking) en in Negreni de Campie (88% van de bevolking). In de andere dorpen zijn de Roemenen in de meerderheid.

## Demografie
De gemeente ligt op de grens van de Hongaarstalige regio Szeklerland, de hoofdkern Band (Mezőbánd) kent van oudsher een Szekler/Hongaarstalige bevolking. In 2011 had dat dorp 3 950 inwoners waarvan 1 576 inwoners (41,5%) Hongaren waren, 1 589 Roma en 629 Roemenen.